# سميحة فوزي
سميحة فوزي، اقتصادية مصرية، عينها رئيس الوزراء الأسبق أحمد شفيق وزيرة التجارة والصناعة خلفًا لرشيد محمد رشيد في 30 يناير 2011، وشغلت المنصب لعدة أيام فقط، حيث قدمت استقالتها في 22 فبراير 2011.

## نُبذة
عضوة بلجنة السياسات بالحزب الوطني، وحصلت على بكالوريوس الاقتصاد من جامعة القاهرة عام 1972، ثم حصلت علي الدكتوراه في فلسفة الاقتصاد عام 1984، وعملت مديراً للبحوث في المركز المصري للدراسات الاقتصادية الذي أسسه مجموعة من رجال الأعمال، كذلك عملت مستشارة اقتصادية للدكتور فتحي سرور رئيس البرلمان المصري، ثم عملت عضوا بمجلس إدارة هيئة سوق المال واللجنة الاستشارية لهيئة الاستثمار، ثم بعد ذلك شغلت منصب مساعد أول وزير التجارة والصناعة رشيد محمد رشيد.